# Ko A-ra
Ko A-ra (kor. 고아라; * 21. September 1992) ist eine südkoreanische Badmintonspielerin. 

## Karriere
Ko A-ra wurde bei den Indonesia International 2011 Dritte im Damendoppel mit Kim So-young. Bei den Iceland International 2012 belegte sie Rang zwei im Doppel mit Yoo Hae-won. 2013 qualifizierte sie sich für die Hauptrunde bei der Korea Open Super Series 2013 und der Malaysia Super Series 2013.